# Mykoła Sawczenko (zapaśnik)
Mykoła Wiktorowycz Sawczenko (ur. 14 sierpnia 1985) – ukraiński zapaśnik walczący w stylu klasycznym. Ósmy na mistrzostwach Europy w 2013. Siódmy na igrzyskach europejskich w 2015. Brązowy medalista igrzysk wojskowych w 2015 i mistrz świata wojskowych w 2014. Trzeci na MŚ juniorów w 2005 roku.